# Walter Sisulu (Cabo Oriental)
Walter Sisulu es un municipio local sudafricano situado en el distrito de Joe Gqabi, en la provincia de Cabo Oriental.

## Superficie
Walter Sisulu tiene una superficie de 13 269 km².

## Demografía
En 2022, tenía 104 213 habitantes, una densidad poblacional de 7,85 hab./km², y 34 171 viviendas.